# Rheinpark Duisburg

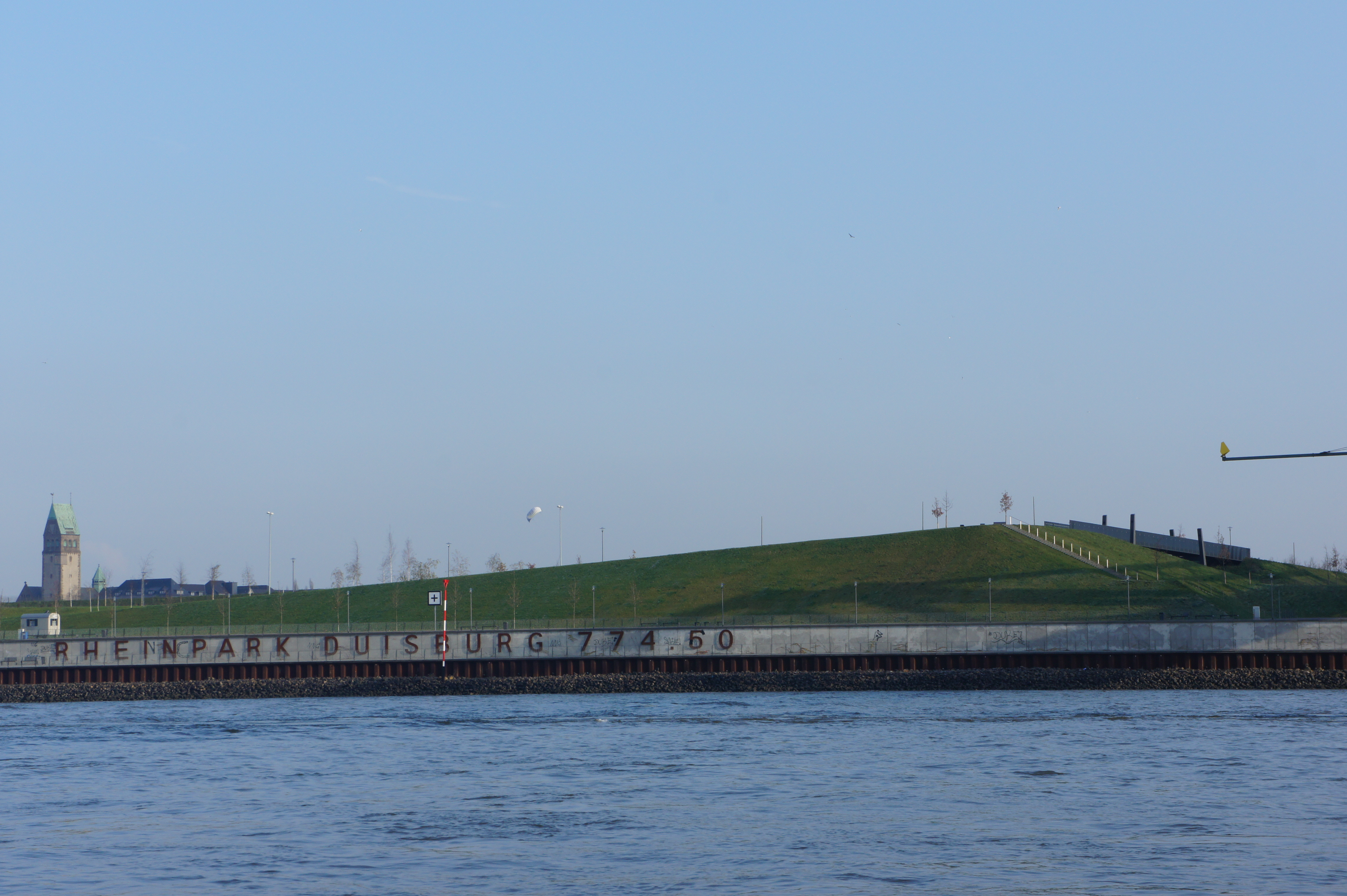
Uferpromenade des Rheinparks Duisburg in Duisburg-Hochfeld

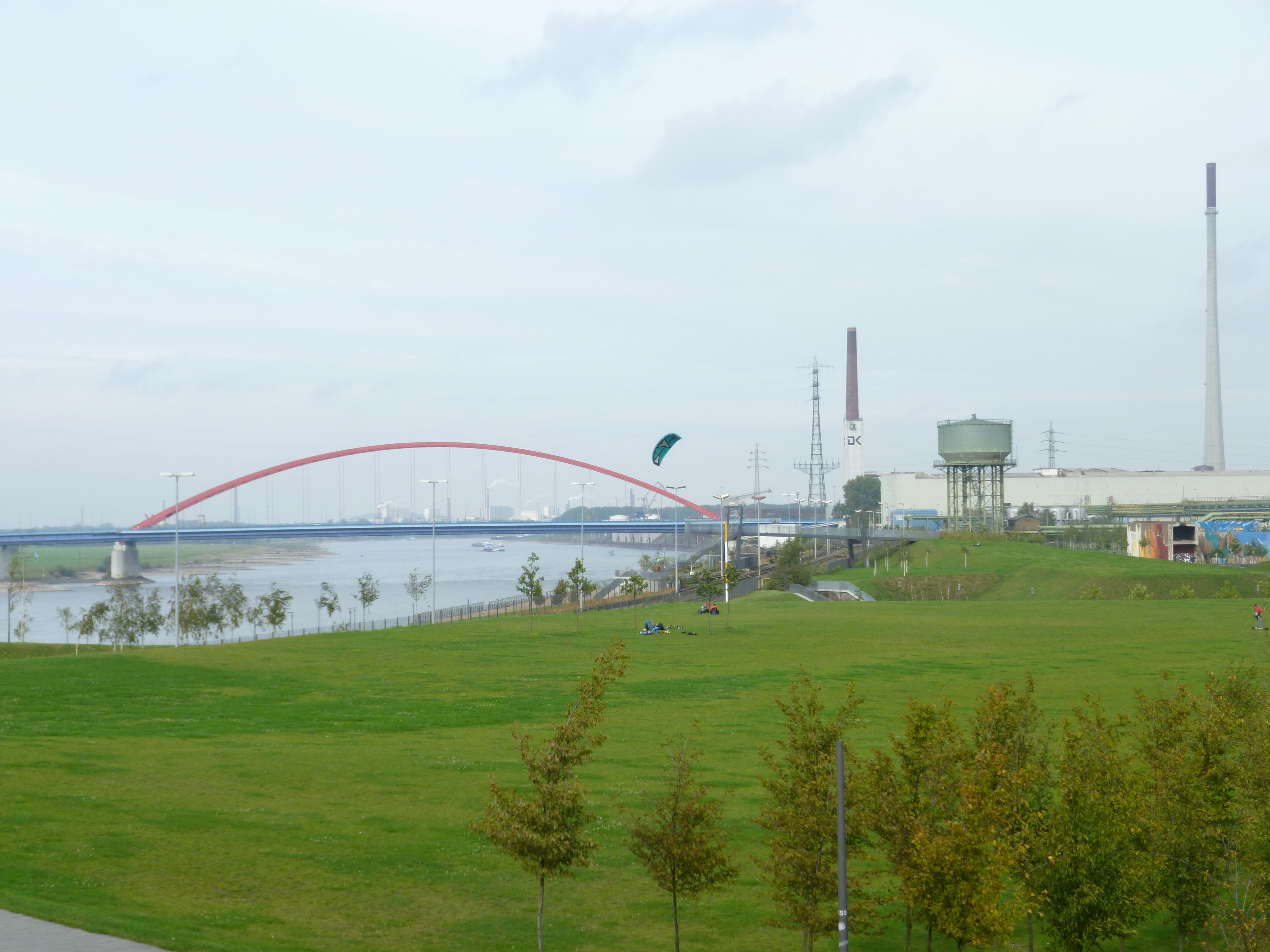
Rheinpark mit Blick auf die Brücke der Solidarität

Der Rheinpark Duisburg ist eine Wohn- und Freizeitfläche in Duisburg-Hochfeld, die auf einem freiwerdenden, seit Mitte des 19. Jahrhunderts von der Schwerindustrie genutztem Gelände entsteht. Er liegt rechtsrheinisch zwischen Stromkilometer 774 und 775, nördlich des Kultushafens.
Die Entwicklung des vom Kultushafen bis zur Brücke der Solidarität reichenden Areals ist in mehreren Bauabschnitten geplant. Seit Herbst 2008 wurden Teilbereiche schrittweise fertiggestellt. Ursprünglich war die Fläche als Teil der Bundesgartenschau 2011 in Duisburg vorgesehen, die aus Kostengründen abgesagt werden musste.

## Park
Zugänglich ist das 25 Hektar große, als Wiesenlandschaft modellierte und mit 3000 Bäumen bepflanzte Parkgelände. Zwei Brücken und zwei Unterführungen überwinden die parallel zum Rheinufer  verlaufende Güterbahnlinie und verbinden so den Park mit seiner 1,4 km langen Uferpromenade. Zu den Frei- und Erholungsflächen gehören Sandstrände an der Promenade mit gesperrten Holzplateaus als Liegeflächen und Spielanlagen wie Skatepark und Streetballfeld. Teile der ehemaligen Industrieanlagen sind als Mauerreste stehen geblieben und mit Graffiti verziert. Direkt an das Gelände angeschlossen ist der Fuß- und Radweg der den Rhein querenden Duisburg-Hochfelder Eisenbahnbrücke. Auf dem Parkgelände befindet sich auch ein kleines Restaurant mit einer Außenfläche.
Dem Rheinpark gegenüber, auf der linken Rheinseite, liegt eine zu Duisburg-Rheinhausen gehörende ausgedehnte Auenlandschaft mit dem in den 1950er Jahren angelegten Rheinuferpark.

## Wohnviertel
Als Teil des Rheinparks ist in einem zweiten Bauabschnitt die Anlage eines neuen Stadtteils namens Rheinort im Bereich eines verlagerten Walzdrahtwerkes geplant.

## IGA
Der Rheinpark soll zu den Hauptstandorten der Internationalen Gartenausstellung 2027 gehören.